# 旭前車站
旭前車站（日语：／ Asahimae eki */?）是位於愛知縣尾張旭市旭前町廣久手，為名鐵瀨戶線車站之一。

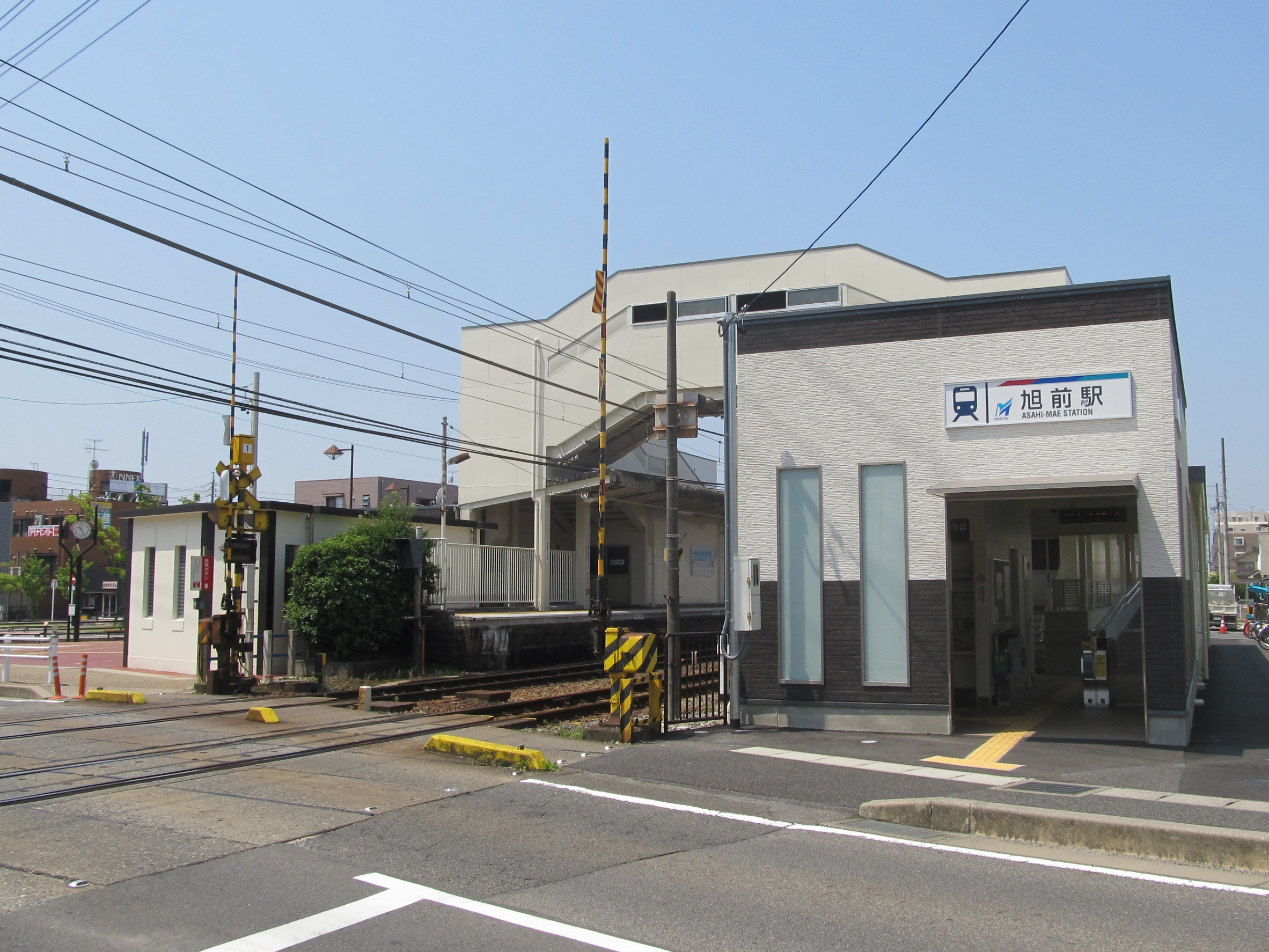
北口（2018年6月）

## 車站結構

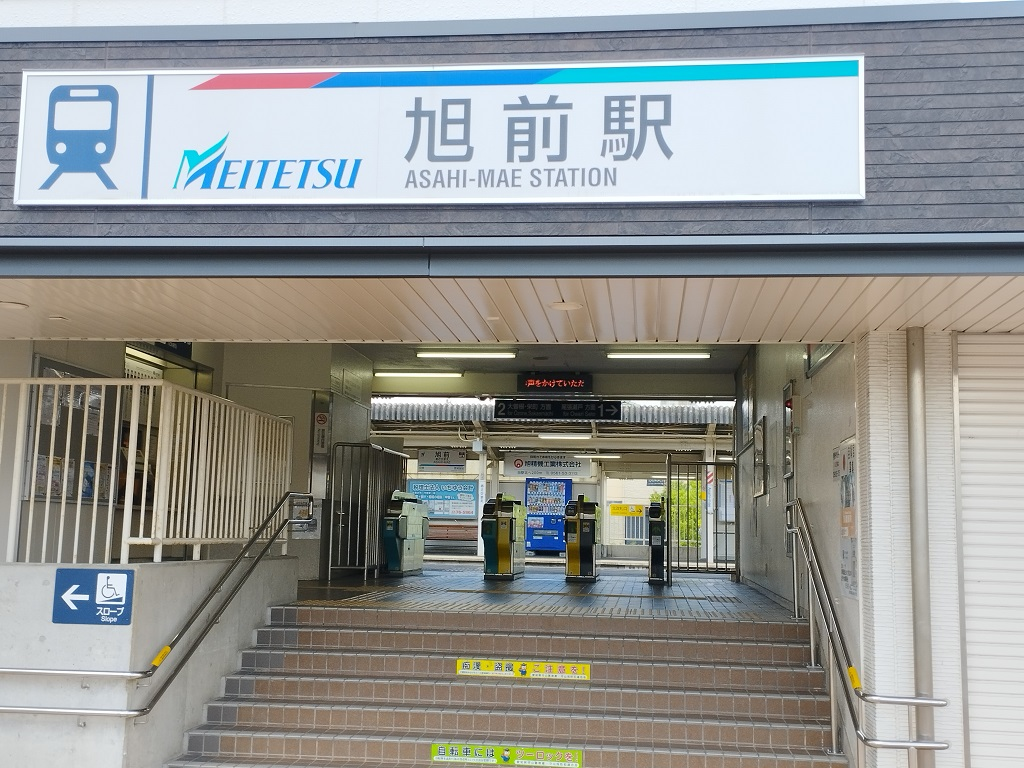
閘口（2022年8月）

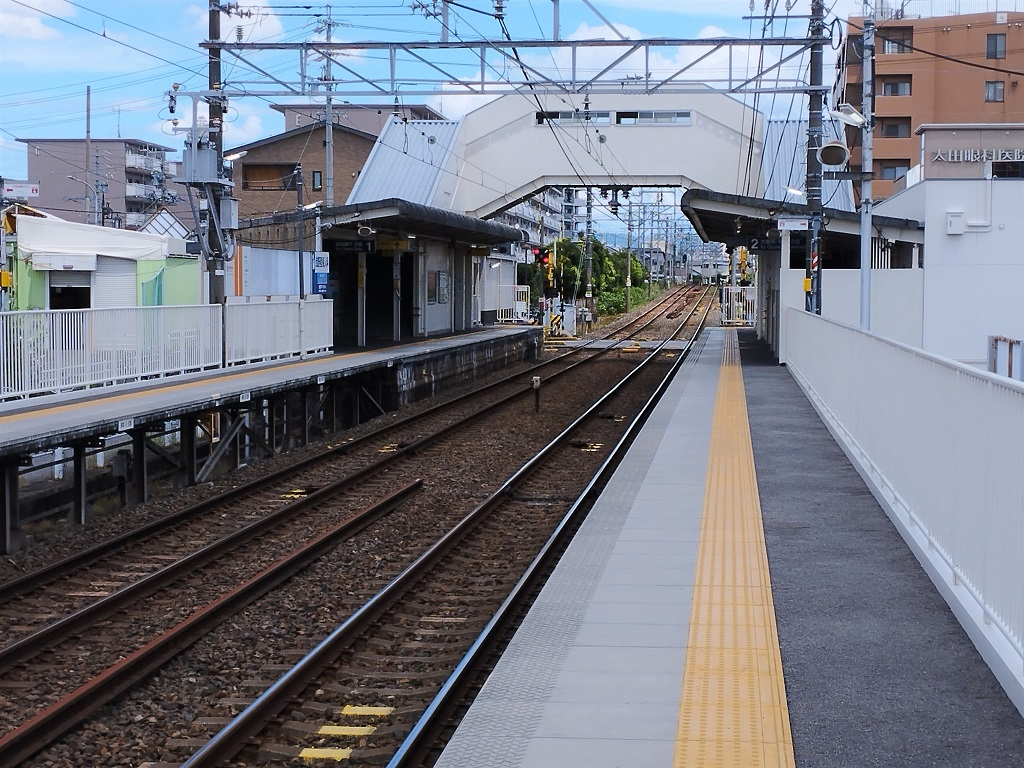
月台（2022年8月）

對向式月台2面2線的地面車站。

### 月台配置
| 月台 | 路線   | 方向 | 目的地           |
| ---- | ------ | ---- | ---------------- |
| 1    | 瀨戶線 | 下行 | 尾張瀨戶方向     |
| 2    | 瀨戶線 | 上行 | 大曾根、榮町方向 |

### 配線圖
| ← 尾張瀨戶方向  | 旭前站 構內配線略圖 | → 大曾根、 榮町方向 |
| 图例 参考文献： |                     |                     |

## 車站周邊
- タチヤ旭前店
- 愛知縣立旭野高等学校
- 旭サナック本社
- 旭精機工業本社
- 中日信用金庫尾張旭支店
- 中京銀行尾張旭支店
- つんぼ石

## 利用状況
「尾張旭市的統計」車站一日平均上下車人次數。
- 2003年度 4,506人
- 2004年度 4,537人
- 2005年度 4,595人
- 2006年度 4,566人
- 2007年度 4,488人
- 2008年度 4,717人
- 2009年度 4,568人

## 相鄰車站
名古屋鐵道
 瀨戶線
■急行
通過
■準急、■普通
印場（ST13）－旭前（ST14）－尾張旭（ST15）

## 外部連結
- 旭前 - 名古屋鐵道